# Pietro Santi Bartoli
Pietro Santi Bartoli (Perugia, 1635 – Roma, 7 novembre 1700) è stato un pittore, antiquario, incisore al bulino e acquafortista italiano, antiquario del Pontefice, della Regina Cristina di Svezia a Roma e del Senato Romano.

## Biografia
Allievo di Jean Lemaire e di Nicolas Poussin, divenne famoso nell'incisione di antichità classicheggianti, riprodusse con la tecnica del bulino pitture e copie di grandi autori. Fu sepolto nella Basilica di San Lorenzo in Lucina con solenne funerale accanto alla tomba del suo maestro Poussin.
Sua maggior virtù fu la diffusione tramite incisione di opere poco conosciute dell'arte antica. Fra le numerose stampe pubblicate da Bartoli si annoverano gli archi trionfali antichi di Roma in 54 tavole; i sepolcri antichi Romani ed Etruschi scoperti a Roma ed in altre località in 110 tavole; le lucerne antiche sepolcrali figurate raccolte dalle cave e grotte di Roma in 119 tavole. La sua opera maggiore è stata la riproduzione in 55 tavole del Virgilio vaticano, nel 1677, mentre nel 1680 pubblicò trentacinque tavole che riproducevano gli affreschi della tomba dei Nasoni a Roma. Significative sono anche le riproduzioni dei fregi della Colonna Traiana e quelle della Colonna di Marco Aurelio.

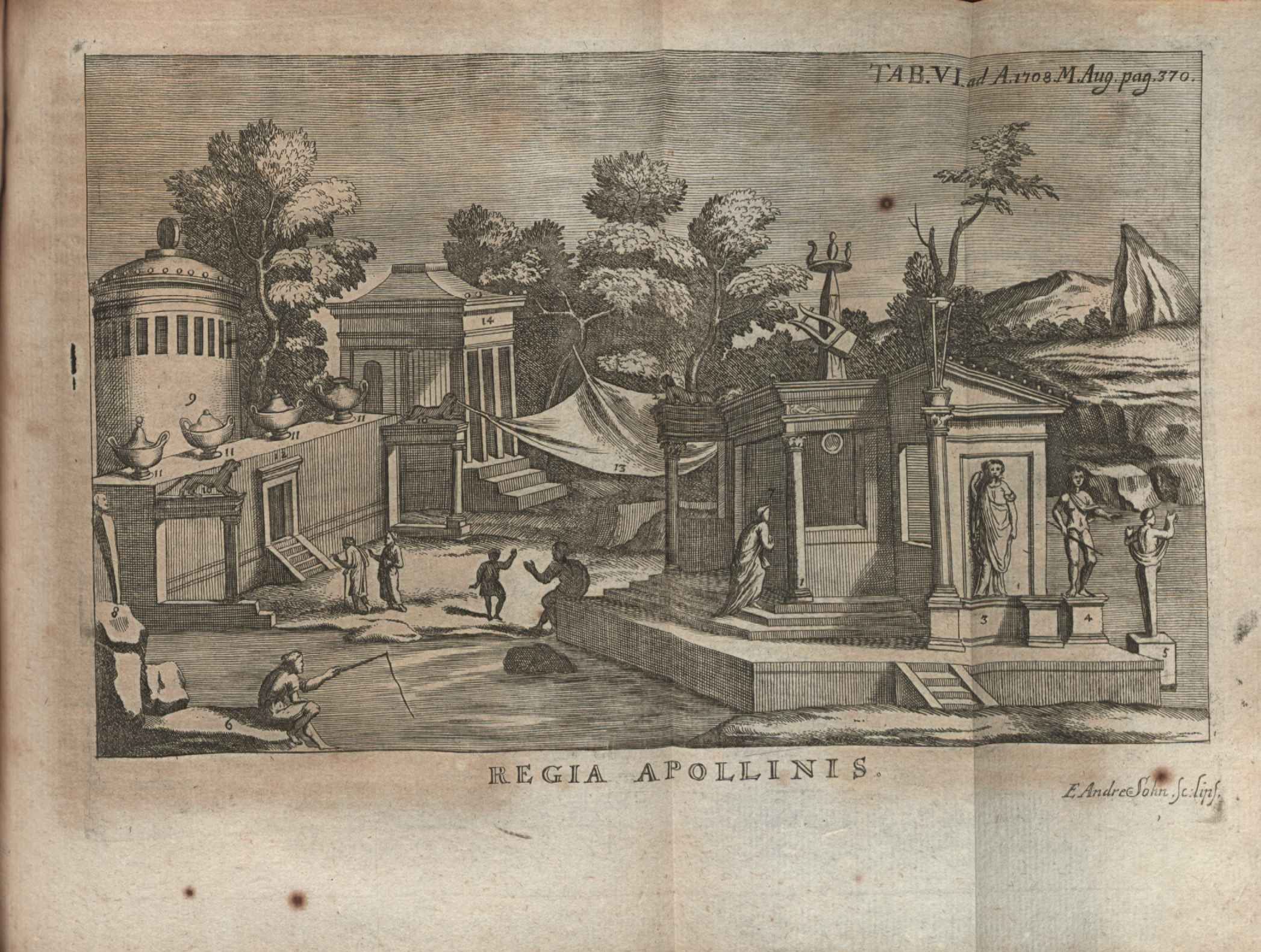
Illustrazione alla recensione de Picturae antiquae cryptarum romanarum pubblicata sugli Acta Eruditorum del 1708

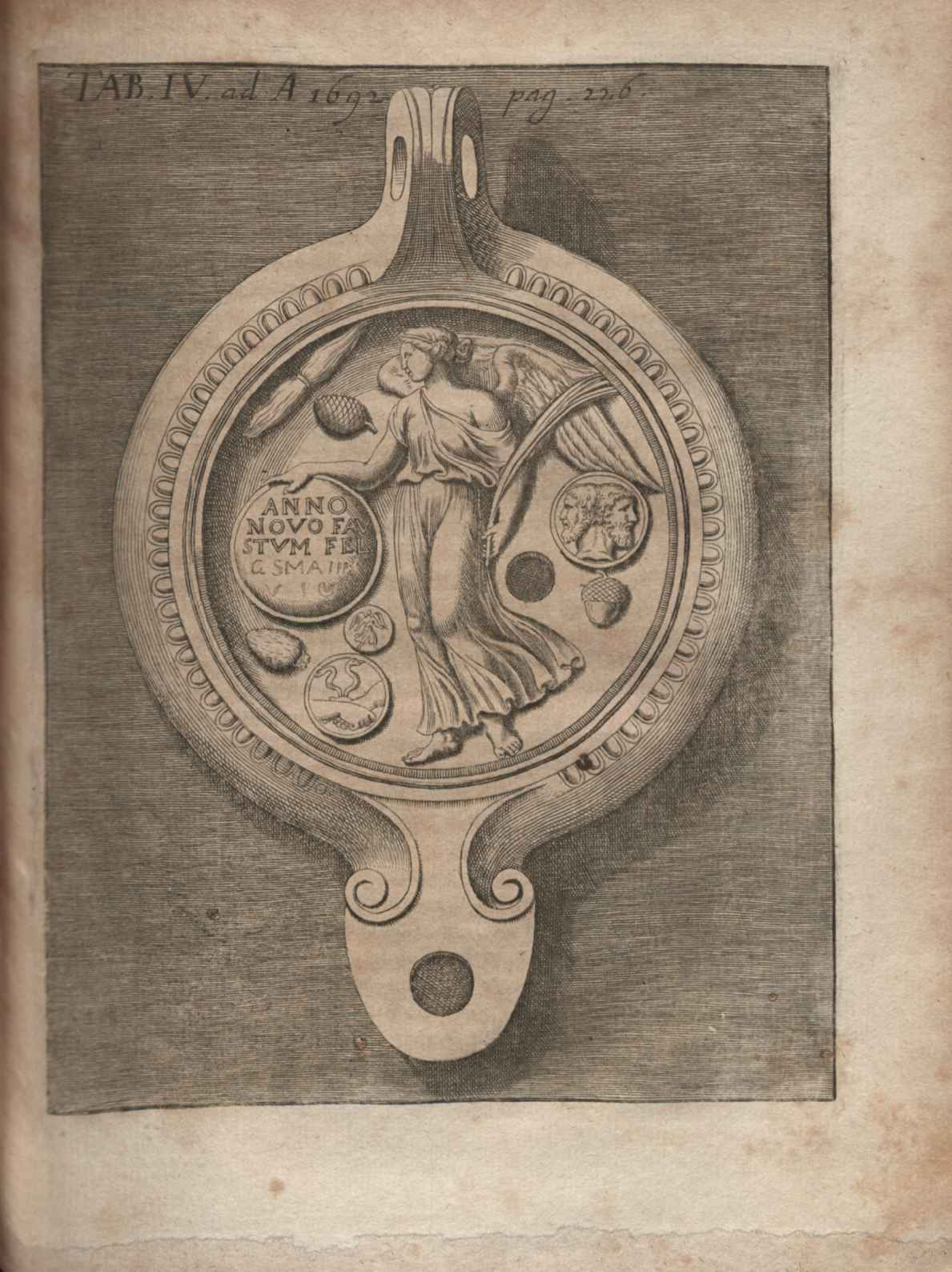
Illustrazione alla recensione de Le antiche lucerne sepolcrali figurate pubblicata sugli Acta Eruditorum del 1692

Johann Joachim Winckelmann lo apprezzava molto e lo proponeva ai giovani come modello di disegno delle antichità. Johann Gottlob von Quandt nella sua opera Entwurf Zu Einer Geschichte Der Kupferstecherkunst (Lipsia 1826) diede di lui un giudizio più favorevole di quello espresso da Goethe nella sua Vita di J. J. Winckelmann.

## Opere
- Colonna Traiana eretta dal senato, e popolo romano all'imperatore Traiano Augusto nel suo foro in Roma. Scolpita con l’historie della guerra dacica la prima e la seconda espeditione, e vittoria contro il re Decebalo. Nuovamente disegnata, et intagliata da Pietro Santi Bartoli. Con l’espositione latina d'Alfonso Ciaccone, compendiata nella vulgare lingua sotto ciascuna immagine, accresciuta di medaglie, inscrittioni, e trofei, da Gio. Pietro Bellori. Roma 1667.[6]
- Columna Antoniniana Marci Aurelii Antonini Augusti Rebus Gestis Insignis: Germanis Simul, Et Sarmatis, Gemino Bello Devictis Ex S. C. Romae In Antonini Foro, Ad Via[m] Flaminia[m], Erecta, Ac Utriusqve Belli Imaginibus Anaglyphice Insculpta Nunc Primum A Petro Sancti Bartolo, Iuxta Delineationes In Bibliotheca Barberina Asservatas, A Se Cum Antiquis Ipsius Columnae Signis Collatas, Aere Incisa Et In Lucem Edita, Cum Notis Excerptis Ex Declaralionibus Io. Petri Bellorii. Roma 1675.
  - II edizione: Columna Cochlis M. Aurelio Antonino Augusto dicata eius rebus gestis in germanica,: atque sarmatica expeditione insignis, ex s.c. Romae ad viam Flaminian erecta ac utriusque belli imaginibus anaglyphice insculpta, brevibus notis Io. Petri Bellorii illustrata et a Petro Sancte Bartolo iuxta delineationes in Bibliotheca Barberina asservatas, ac cum antiquis ipsius columnæ signis collatas ære incisa, iterum in lucem prodit sub faustissimis auspiciis Sanctiss. D. N. Papae Clementis XI. Roma 1704.
- Le pitture antiche del sepolcro de Nasonii nella Via Flaminia disegnate ed intagliate alla similitudine degli antichi originali da Pietro Santi Bartoli; descritte & illustrate da Gio. Pietro Bellori. Roma 1680.
  - II edizione:  Le pitture antiche delle grotte di Roma, e del sepolcro de' Nasonj disegnate, & intagliate alla similitudine degli antichi originali da Pietro Santi Bartoli, e Francesco Bartoli suo figliuolo. Descritte, et illustrate da Gio. Pietro Bellori, e Michelangelo Causei dela Chausse, Roma, Nella nuova stamparia di Gaetano degli Zenobj, 1706. URL consultato il 1º luglio 2019.
- (LA) Pietro Santi Bartoli, Veteres Arcus Augustorum triumphis insignes ex reliquiis quae Romae adhuc supersunt, cum imaginibus triumphalibus restituti, antiquis nummis notisque I. Petri Bellorii illustrati, Romae, Ad templum Sanctae Mariae de Pace, 1690. URL consultato il 1º luglio 2019.
- Pietro Santi Bartoli, Le antiche lucerne sepolcrali figurate raccolte dalle caue sotterranee, e grotte di Roma, nelle quali si contengono molte erudite memorie disegnate, ed intagliate nelle loro forme da Pietro Santi Bartoli divise in tre parti con l’osservationi di Gio. Pietro Bellori, Roma, nella stamperia di Gio. Francesco Buagni, 1691. URL consultato il 1º luglio 2019.
- (LA) Pietro Santi Bartoli, Admiranda Romanarum antiquitatum ac veteris sculpturae vestigia : anaglyphico opere elaborata ex marmoreis exemplaribus quae Romae adhuc extant in Capitolio, aedibus hortisque virorum principum ad antiquam elegantiam a Petro Sancti Bartolo delineata, incisa. In quibus plurima ac praeclarissima ad Romanam historiam, veteres mores dignoscendos, ob oculos ponuntur. Notis Io. Petri Bellorii illustrata, Romae, sumptibus ac typis edita a Joanne Jacobo de Rubeis, 1693. URL consultato il 1º luglio 2019.
- Pietro Santi Bartoli, Gli antichi sepolcri, overo, Mausolei Romani, et Etruschi, trouati in Roma & in altri luoghi celebri : nelli quali si contengono molte erudite memorie; raccolti, disegnati, & intagliati da Pietro Santi Bartoli, Roma, nella stamperia di Gio. Francesco Buagni, 1697. URL consultato il 1º luglio 2019.
- Nummophylacium Reginae Christinae. Roma 1742.
- (LA) Pietro Santi Bartoli, Museum Odescalchum, sive Thesaurus antiquarum gemmarum, quae in Museo Odescalcho adservantur, et a Petro Sancte Bartolo quondam incisae, nunc in lucem proferuntur, vol. 1, Romae, Sumptibus Venantii Monaldini Bibliopolae in Via Cursus, 1751. URL consultato il 1º luglio 2019.
- (LA) Pietro Santi Bartoli, Museum Odescalchum, sive Thesaurus antiquarum gemmarum, quae in Museo Odescalcho adservantur, et a Petro Sancte Bartolo quondam incisae, nunc in lucem proferuntur, vol. 2, Romae, Sumptibus Venantii Monaldini Bibliopolae in Via Cursus, 1752. URL consultato il 1º luglio 2019.
- Picturae antiquissimi Virgiliani codicis Bibliothecae Vaticanae a Petro Sancte Bartoli aere incisae accedunt ex insignoribus pinacothecis picturae aliae veteres gemmae et anaglypha quibus celebriora Virgilii loca illustrantur compendiaria explanatione apposita ad singulas tabulas. Roma 1782.

## Bibliografia

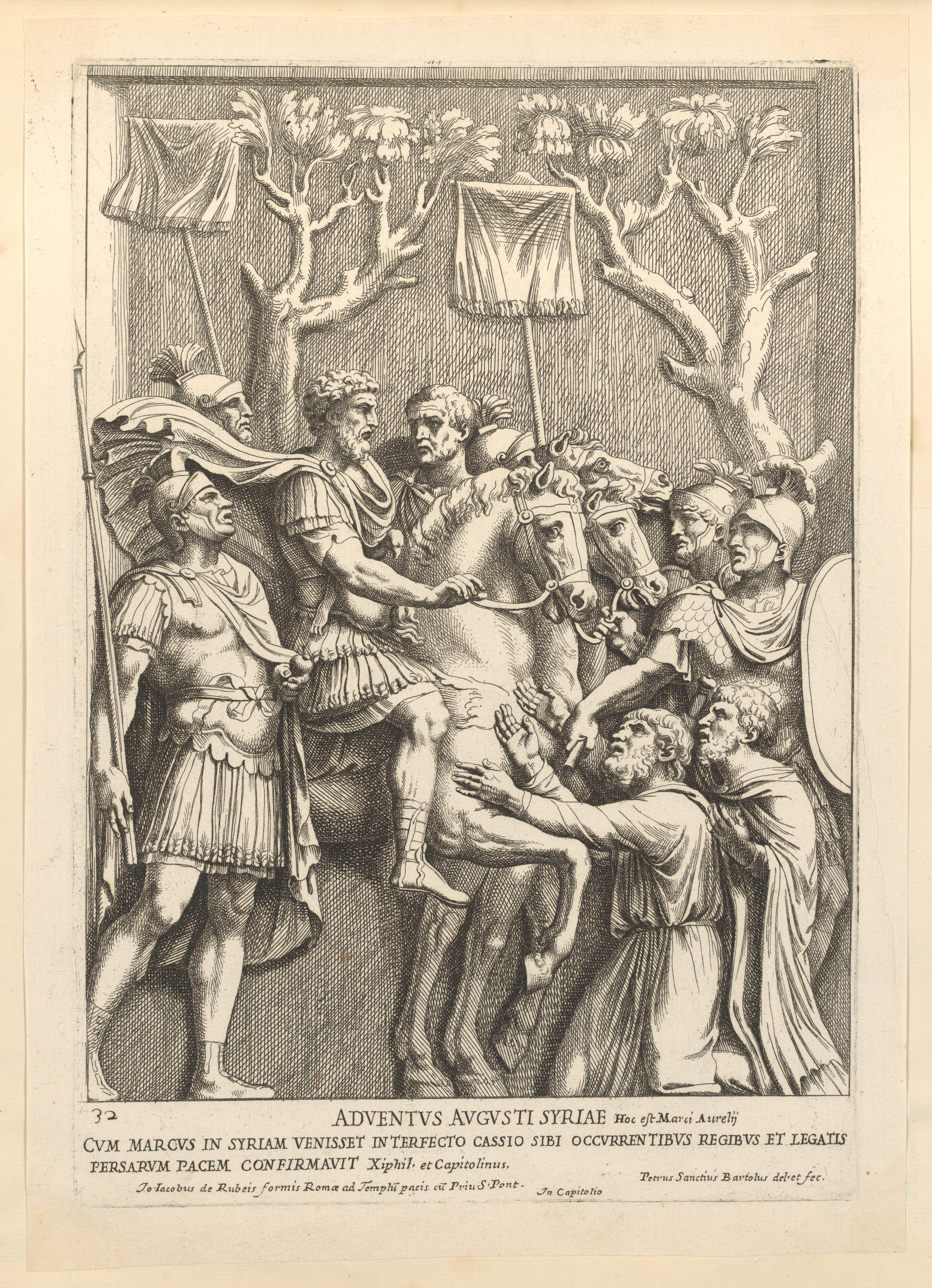
incisione tratta da Admiranda romananum antiquitatum ac veteris sculpturae vestigia di Pietro Santi Bartoli, 1693